# Ади ибн Хатим
Ади ибн Хатим ат-Тай (араб. عدي بن حاتم الطائي‎, ʿAdī ibn Ḥātim al-Ṭāʾī) — сподвижник исламского пророка Мухаммеда, вождь арабского племени Тай. Он был сыном поэта Хатима ат-Таи. Ади оставался антагонистом ислама около 20 лет, пока не принял ислам в 630 году (9-й год хиджры).

## Биография
Адий унаследовал владения своего отца и был утвержден вождь арабского племени тай. Он получал четверть от любой суммы, которую они украли в набегах.

### До ислама
Ади ибн Хатим сказал, что до того, как Мухаммед проповедовал ему, он практиковал ракусийю, синкретическую секту, которая придерживалась учений как христианства, так и иудаизма или синкретическую смесь христианства и сабийской религии. 
Французский востоковед Клеман Уар предположил, что эта секта была связана с манихейством из-за своей синкретической природы. По словам индонезийского проповедника Халида Басаламы, эта секта считалась еретической официальной Восточной православной церковью Византийской империи, поэтому Ади практиковал ее тайно, опасаясь преследований со стороны своего византийского сюзерена.

### После Ислама
После того, как Ади принял ислам, он присоединился к исламской армии во времена Первого праведного халифа Абу Бакра ас-Сиддика. Он был командующим исламской армии, отправленной для вторжения в Ирак под командованием Халида ибн аль-Валида.
Ади участвовал в переходе пустыни Халида ибн аль-Валида из Ирака в Левант и сражался на стороне Али ибн Абу Талиба в Верблюжьей битве, в которой потерял глаз и Сиффинской битве. 

## Наследие
Известные исламские богословы, такие как: Мухаммад аль-Бухари, Муслим ибн аль-Хаджжадж, Ахмад ибн Ханбаль и другие приписывали ему хадисы.